# Chronologie de l'invasion de l'Ukraine par la Russie (mai 2025)
Cet article fait partie de la chronologie de l'invasion de l'Ukraine par la Russie et présente une chronologie des événements clés de ce conflit durant le mois de mars 2025.
Pour les événements précédents, voir Chronologie de l'invasion de l'Ukraine par la Russie (avril 2025).
Pour les événements suivants, voir Chronologie de l'invasion de l'Ukraine par la Russie (juin 2025).
- Invasion de l'Ukraine en cartes : l'évolution des combats semaine après semaine

## Chronologie des évènements

### 2 mai
Un Magura V7 a abattu un Su-30 près de Novorossiïsk.

### 6 mai
Un missile balistique russe à frappé la ville ukrainienne de Soumy faisant 3 morts.
La Russie et l'Ukraine ont échangé 205 prisonniers de part et d'autres.
L'Union Européenne a dévoilé un plan visant à se passer complétement du gaz russe d'ici à 2027 par l’interdiction des nouveaux contrats et des contrats courts (spot) existants avec les entreprises russes fin 2025, puis l’extinction de l’ensemble des importations de gaz depuis la Russie deux ans plus tard.
L'Ukraine a lancé plus de cent drône contre la Russie perturbant ainsi les aéroports russes.

### 8 mai
Le nouveau chancelier allemand Merz s'est entretenu avec le président ukrainien Zelensky et lui a réaffirmé la solidarité de l’Allemagne avec l’Ukraine.
Zelensky s'est également entretenu avec Trump à la suite de la ratification par le parlement ukrainien de l'accord sur l'exploitation des ressources naturelles.

### 9 mai
Emmanuel Macron a déclaré vouloir un plan américano-européen pour un cessez le feu de 30 jours assorti de sanctions économiques massives en cas de non-respect.
L'Union européenne a versé un milliard d'euro à l'industrie de défense ukrainienne grâce à un prêt financé par les intérêts de avoirs russes gelés.
L'Ukraine accuse la Russie de ne pas respecter la trêve de 3 jours qu'elle a elle même fixé.
Le Royaume-Uni a annoncé de nouvelles sanctions sur plus de cent pétroliers de la flotte fantôme russe accusé de contourner les sanctions.

### 13 mai
L'Ukraine demande au Conseil de l'Europe la création d'un tribunal spécial international.

### 22 mai
La Russie déclare avoir abattu 35 drones ukrainiens volant en direction de Moscou, une attaque qui a provoqué la fermeture temporaire des principaux aéroports de la capitale russe.

### 23 mai
La Russie a déclaré avoir abattu dans la nuit 112 drones ukrainiens ciblant notamment la région de Moscou, et perturbant le fonctionnement de plusieurs aéroports.

### 24 mai
Dans la nuit de vendredi à samedi, la Russie a lancé une attaque massive de drones et de missiles contre Kiew faisant au moins huit blessés.

### 25 mai
Pour la nuit de samedi à dimanche, l'armée de l'air ukrainienne affirme avoir abattu 45 missiles et 266 drones russes. Les bombardements russes, essentiellement concentrés sur Kiev, font une douzaine de morts.

### 26 mai
Dans la nuit du dimanche à lundi, l'Ukraine subit une attaque de 355 drones et 9 missiles.

### 31 mai
Dans la nuit du 30 au 31 mai, un train militaire russe se dirigeant vers la Crimée et transportant du carburant et de la nourriture est détruit à la suite d'une explosion sur la voie ferrée près du village occupé de Iakymivka,. Le sabotage est revendiqué le 31 mai par le groupe de résistance Zla Mafka (en ukrainien : Зла Мавка, en français : Mavka la Maléfique), composé exclusivement de membres féminins et basé à Melitopol,.

### Juin 2025
Pour les événements suivants, voir Chronologie de l'invasion de l'Ukraine par la Russie (juin 2025).